# Урочище Дубина
Урочище «Дубина» — ландшафтний заказник місцевого значення. Оголошений відповідно до рішення 34 сесії Вінницької обласної ради 5 скликання від 25.10.2010 р. № 1138. Розташований на південний захід від с. Шиманівка Гайсинського району. Площа 7 га.
Охороняється ділянка природного лісу, де переважають дубово-грабові насадження.